# Veľká Litvorová veža
 (signalé en août 2025).
Si vous disposez d'ouvrages ou d'articles de référence ou si vous connaissez des sites web de qualité traitant du thème abordé ici, merci de compléter l'article en donnant les références utiles à sa vérifiabilité et en les liant à la section « Notes et références ».
- Archive Wikiwix
- Bing
- Cairn
- DuckDuckGo
- E. Universalis
- Gallica
- Google
- G. Books
- G. News
- G. Scholar
- Persée
- Qwant
- (zh) Baidu
- (ru) Yandex
- (wd) trouver des œuvres sur Wikidata

La Veľká Litvorová veža (polonais : Wyżnia Wysoka Gerlachowska) est un sommet de la Slovaquie et de la chaîne des Hautes Tatras qui appartient aux montagnes des Carpates occidentales. Il culmine à 2 581 mètres d'altitude.

## Ascension
La première ascension connue date de 1905 et fut réalisée par G. Horváth et Johann Hunsdorfer.